# Diporeia brevicornis
Diporeia brevicornis is een vlokreeftensoort uit de familie van de Pontoporeiidae. De wetenschappelijke naam van de soort is voor het eerst geldig gepubliceerd in 1937 door Segerstråle.